# Шасла мискетова
Шасла мискетова бял десертен сорт грозде. Селектиран е във Франция, чрез кръстодване на Шасла Доре и неизвестен мискетов сорт.
Гроздът е с цилиндрична форма. Зърната са големи, овални, жълти. Кожицата е тънка и крехка. консистенцията е месеста и сочна.
Зрее рано и има добра родовитост. Гроздето е трайно и има приятен вкус и доста силен мискетов аромат. Узрява през втората половина на август. След узряване може да стои дълго време на главината, като понася съхраняване и транспорт.